# Praia da Ponta de Nossa Senhora
Vista da praia a partir de ponto mais alto.
A Praia da Ponta de Nossa Senhora é uma praia localizada na parte sul da ilha dos Frades em Salvador, município capital do estado brasileiro da Bahia. Está entre o Morro de Nossa Senhora de Guadalupe e o Outeiro dos Carneiros. Possui águas calmas, mornas e cristalinas, propícias para o banho, a pesca, o mergulho e outros esportes náuticos. Dispõe também de barracas de praia que servem frutos-do-mar e pescados.[carece de fontes?]
Em 2015, a praia foi indicada para receber o certificado "Bandeira Azul", programa do selo internacional de qualidade criado na França em 1980 e considerado o mais importante da categoria em todo o mundo. Em outubro, a praia foi oficialmente aprovada para receber o selo por um júri internacional. Com isso, Salvador foi a terceira cidade do país e a primeira do Norte e do Nordeste a ter uma praia com certificado do tipo. Por razões não explicadas pela organização, o certificado foi retirado e a praia voltou ao estágio piloto até que em outubro de 2016, foi novamente certificada com o Selo Bandeira Azul para a temporada 2016/2017.
Em 2024, o Centro Internacional de Formación en Gestión y Certificación de Playas a classificou como a quinta melhor praia do mundo a partir da avaliação de 126 locais dos litorais da Argentina, Brasil, Canadá, Colômbia, Cuba, Equador, Espanha, Guatemala, México, Nova Zelândia, Peru, Porto Rico e Venezuela.